# ЕМС-Поділля (жіночий футбольний клуб)
Жіночий футбольний клуб «ЕМС-Поділля» — український футбольний клуб з міста Вінниця, заснований у 2010 році. Виступає у Вищій лізі України серед жінок. Домашні матчі приймає на стадіоні ПДЮ.

## Історія
Історія жіночого футбольного клубу «ЕМС-Поділля» розпочалася в 2010 році. В ДЮСШ «Інтеграл» під керівництвом Дудніка Олександра Васильовича був проведений набір на секцію дівочого футболу. Так, на Вінниччині з'явилась своя жіноча футбольна команда, яка неодноразово ставала переможцем різноманітних обласних та міських змагань з футболу та футзалу.
У 2013 році у зв’язку з оптимізацією ДЮСШ вся команда перейшла разом із тренерським штабом у Вінницьку ОСДЮСШ імені Олега Блохіна та Ігора Бєланова. Гравчині з ВО «ДЮСШ» почали регулярно викликатися до юнацьких та молодіжних збірних України, а місцева вихованка — Юлія Христюк у 2020 році увійшла до складу національної збірної України.
У 2017 році керівництво КЗ ВО «ДЮСШ» ухвалило рішення взяти участь у Чемпіонаті України серед жіночих команд Першої ліги. Перший сезон став успішним і команда вийшла до фінальної частини, де посіла 4 місце.
У сезоні 2018-2019 років команда здобула срібні нагороди Першої ліги та виборола право участі у Вищій лізі.
2019 року керівництво ухвалило рішення про створення ГО «ЖФК ЕМС-Поділля», яка продовжила участь у Чемпіонаті України з жіночого футболу.

## Попередні назви
- 2010-2013: ДЮСШ «Інтеграл»
- 2013-2019: ВО ДЮСШ (Вінниця)
- 2019: ЕМС-ПОДІЛЛЯ

## Досягнення
- Срібний призер Першої ліги (1): 2019

## Пам'ятні матчі в Вищій лізі
- Перша гра: 20 липня 2019, «ЕМС-Поділля» (Вінниця) — «Восход» (Стара Маячка) — 0:4; [1]
- Перший гол: 26 липня 2019, Марія Викалюк, «Пантери» (Умань)  — «ЕМС-Поділля» (Вінниця); [2]
- Перша перемога: 1 вересня 2019, «Родина» (Костопіль) — «ЕМС-Поділля» (Вінниця) — 1:3; [3]
- Найбільша перемога: 5 січня 2021, «Буковинська Надія» (Великий Кучурів) - «ЕМС-Поділля» (Вінниця) - 0:9; [4]
- Найбільша поразка: 14 травня 2023, «ЕМС-Поділля» (Вінниця) — «Кривбас» (Кривий Ріг) - 0:13; [5]